# Grupo de Guerra Electrónica
El Grupo de Guerra Electrónica fue una unidad de la Fuerza Aérea Argentina que existió entre 1984 y 2014.

## Historia
Tras la Guerra de las Malvinas la Fuerza Aérea Argentina planteó la necesidad de contar con una aeronave con equipamiento electrónica para misiones de exploración y reconocimiento lejano. Para concretarlo se la FAA transformó a uno de sus Boeing 707 para cumplir estos requerimentos, dentro del proyecto FAS (Fuerza Aérea Sistemas) 240.
El proyecto FAS 240 construyó una estación ELINT (Inteligencia electrónica) y una COMINT (Inteligencia de comunicaciones).
- Estación ELINT

La Estación ELINT se encargaba de medir, analizar, procesar, localizar emisores (por triangulación) y presentar las señales radáricas captadas a través de una antena parabólica unidireccional encargada de explorar los 360°.
- Estación COMINT

La estación COMINT se encargaba de efectuar la búsqueda automática de comunicaciones, para posteriormente, determinar sus frecuencias, tipo de modulación y definir la dirección de donde estas provienen.